# Соковнин, Максим Николаевич
Максим Николаевич Соковнин (13 сентября 1975, Первомайский, Кировская область) — российский биатлонист, чемпион и призёр чемпионата России по биатлону, бронзовый призёр чемпионата мира по летнему биатлону. Мастер спорта России международного класса.

## Биография
Выступал за спортивное общество «Динамо» и город Красноярск. Тренер — Е. А. Пылёв.
На уровне чемпионата России становился чемпионом в 2003 году в гонке патрулей в составе сборной Сибири (Новосибирск-Красноярск) и в 2007 году в командной гонке в составе сборной Красноярского края. Также завоевал бронзовые медали в 2004 году в командной гонке.
В 2006 году принимал участие в чемпионате мира по летнему биатлону на лыжероллерах в Уфе. В спринте финишировал девятым, а в гонке преследования стал бронзовым призёром, уступив Максиму Чудову и Кшиштофу Плывачику.
После окончания спортивной карьеры работает тренером в красноярской «Академии биатлона» и в СДЮШОР «Сибиряк», имеет звание «тренер первой категории». Принимает участие в ветеранских и ведомственных соревнованиях. Имеет звание майора полиции.

## Личная жизнь
Женат, есть дочь.
Окончил Вятский государственный университет, факультет автоматизации машиностроения.